# Constantin Parhon
Constantin Ion Parhon (15. oktober 1874 – 9. august 1969) var en rumænsk neurolog, endokrinolog og politiker, han var den første præsident for den Socialistiske Republik Rumænien fra 1947 til 1952. Parhon var formand for Psykiater og naturforskere samfundet i Iaşi, hospital direktør, professor, og direktør for medicinske institutter.